# 首爾特別市副市長
首爾特別市副市長（：／）是大韩民国首爾特別市副長官，政府職級上的次官級公務員，不同於其他廣域市副市長、道副知事，由總統直接任命。廣域市副市長是政府職級上的一級公務員管理官補職，廣域市長、道知事是政府職級上的次官級政務職公務員。
不同於其他市廳，首爾特別市副市長可同時任命兩人市長不在時以一副市長，二副市長、政務副市長的順序代行市長職務。

## 歷代副市長列表

### 首爾特別自由市副市長
1. 任鴻宰 1946年9月30日－1946年10月4日
2. 蘇宣奎 1946年10月11日－1946年11月29日

### 首爾特別自由市行政長官
1. 蘇宣奎 1946年11月30日－1948年4月11日
2. 李錫基 1948年4月12日－1949年2月7日

### 首爾特別市副市長
- 1.全禮鎔 1949年8月1日－1951年9月15日
- 2.李相龍 1951年12月20日－1952年3月13日
- 3.李益興 1952年3月14日－1953年11月22日
- 職務代理 金應權 1953年11月23日－1953年12月13日
- 4.高在鳳 1953年12月14日－1954年9月11日
- 職務代理 金應權 1954年9月12日－1954年9月21日
- 5.趙弼顯 1954年9月22日－1956年9月23日
- 6.申庸雨 1956年9月24日－1959年6月11日
- 7.崔應福 1959年6月20日－1960年5月11日
- 8.鄭鍾哲 1960年5月11日－1960年10月8日
- 9.金柱興 1960年10月8日－1961年3月4日
- 10.崔景烈 1961年3月4日－1961年5月8日
- 職務代理 金容鎭 1961年5月9日－1961年5月19日
- 11.全在德 1961年5月20日－1961年6月19日
- 12.金松煥 1961年6月19日－1962年1月31日

### 首爾特別市第一副市長
- 13.金松煥 1962年2月1日－1963年4月13日
- 14.金榮俊 1963年4月13日－1963年12月31日
- 15.金炳玩 1963年12月31日－1964年7月22日
- 職務代理 金世駿 1964年7月23日－1964年8月21日
- 16.全在德 1964年9月2日－1966年4月27日
- 17.李基洙 1966年4月27日－1968年5月21日
- 18.南鳳振 1968年5月21日－1968年9月4日
- 19.金正五 1968年9月4日－1971年6月12日
- 20.姜泳琇 1971年6月12日－1974年2月5日
- 21.南文熙 1974年2月7日－1976年5月12日
- 22.金聖培 1976年5月18日－1978年12月26日
- 23.金燦會 1978年12月29日－1981年6月18日
- 職務代理 朴順哲 1981年6月19日－1981年6月25日
- 24.李相淵 1981年6月26日－1981年11月10日

### 首爾特別市第二副市長
- 13.金大萬 1962年2月1日－1966年3月29日
- 14.金玧煥 1966年3月30日－1966年4月26日
- 15.車一錫 1966年4月27日－1970年5月5日
- 職務代理 金應埈 1970年5月6日－1970年5月28日
- 16.崔鍾浣 1970年5月29日－1971年12月14日
- 職務代理 金聖培 1971年12月15日－1971年12月28日
- 17.金應埈 1971年12月29日－1975年3月19日
- 18.金聖培 1975年3月20日－1976年5月18日
- 19.郭厚燮 1976年5月18日－1978年7月22日
- 20.金命年 1978年7月25日－1980年7月22日
- 21.張元燦 1980年7月23日－1981年8月20日
- 職務代理 朴順哲 1981年8月21日－1981年8月26日
- 22.安瓚煕 1981年8月27日－1981年11月10日

### 首爾特別市副市長
- 25.李相淵 1981年11月10日－1985年2月21日
- 26.金鎭遠 1985年2月21日－1988年12月13日
- 27.尹伯榮 1988年12月13日－1991年2月19日
- 28.白相承 1991年2月19日－1993年3月5日
- 29.禹命奎 1993年3月5日－1993年12月27日
- 30.李元宅 1993年12月27日－1994年10月22日
- 31.姜德基 1994年10月22日－1994年12月6日

### 首爾特別市行政一副市長
- 32.姜德基 1994年12月6日－1995年8月5日
- 33.金義在 1995年8月5日－1996年12月24日
- 34.姜德基 1996年12月24日－1998年6月30日
- 35.李弼坤 1998年7月1日－1999年8月5日
- 36.康泓彬 1999年8月17日－2002年6月30日
- 37.金禹奭 2002年7月1日－2003年11月1日
- 38.元世勳 2003年11月3日－2006年6月30日
- 39.金興權 2006年7月1日－2007年12月12日
- 40.羅鎭求 2007年12月12日－2010年6月30日
- 41.權寧奎 2010年7月1日－2011年10月28日
- 職務代理 崔伉燾 2011年10月29日－2011年11月8日
- 42.金尙範 2011年11月9日－2014年6月24日
- 職務代理 鄭効成2014年6月25日－2014年7月15日
- 43.鄭効成 2014年7月15日－2015年6月30日

### 首爾特別市行政二副市長
- 32.李棟 1994年12月6日－1995年8月2日
- 33.洪淳佶 1995年8月5日－1996年12月24日
- 34.金學載 1996年12月24日－2002年6月30日
- 35.崔在範 2002年7月1日－2004年4月11日
- 36.梁鈗在 2004年7月8日－2005年9月28日
- 37.張錫孝 2005年10月12日－2006年6月30日
- 38.崔昌植 2006年7月1日－2008年12월
- 39.李德洙 2009年1月23日－2010年6月30日
- 40.金永杰 2010年7月1日－2011年10月28日
- 職務代理 崔伉燾 2011年10月29日－2011年11月8日
- 41.文承國 2011年11月9日－2013年7月25日
- 職務代理 金丙河 2013年7月25日－2013年8月19日
- 42.金丙河 2013年8月19日－2014年6月24日
- 職務代理 鄭効成 2014年6月25日－2014年7月15日
- 43.李建基 2014年7月15日－2014年6月30日

### 首爾特別市政務副市長
- 32.李海瓚 1995年7月1日－1995年12月26日
- 33.崔洙秉 1995年12月26日－1996年12月26日
- 34.金熙完 1996年12月26日－1998年6月30日
- 35.申溪輪 1998年7月1日－1999年8月11日
- 36.朴炳錫 1999年8月11日－2000年2月12日
- 37.卓秉伍 2000年2月13日－2002年6月30日
- 38.鄭斗彦 2002年7月1日－2003年11月1日
- 39.李春植 2003年11月3日－2005年9月5日
- 40.鄭泰根 2005年9月5日－2006年6月30日
- 41.權泳臻 2006年7月1日－2007年12月10日
- 職務代理 羅鎭求 2007年12月10日－2007年12月12日
- 職務代理 權寧奎 2007年12月24日－2008年5月12日
- 42.李相哲 2008年5月14日－2009年9月24日
- 職務代理 權寧奎 2009年9月25日－2009年10月24日
- 43.徐張恩 2009年10月26日－2010年6月30日
- 44.趙恩禧 2010年7月1日－2011年8月26日
- 職務代理 崔伉燾 2011年8月27日－2011年10月26日
- 45.金炯柱 2011年11月9日－2012年11月1日
- 46.奇東旻 2012年11月1日－2014年4月14日
- 職務代理 鄭効成 2014年4月15日－2014年6月22日
- 47.任鍾晳 2014年6月23日－2015年12月22日
- 職務代理 張爀載 2015年12月23日－2016年1月14日
- 48.河勝彰 2016年1月15日－2017年3月15日
- 49.金鐘煜 2017年3月16日－